# 増田光彦
増田 光彦（ますだ みつひこ、1937年12月1日 - ）は熊本県出身のプロゴルファー。

## 来歴
15歳からゴルフを始め、24歳でプロとなる。
1971年の日本プロでは最終日・最終組で島田幸作・尾崎将司と一緒に回り、最後の9ホールに入ると、優勝の望みを絶たれたが、島田と共に、プレーのペースを速めた。
トップグループは杉本英世のスロープレーで2ホールくらい間が開いてしまったが、尾崎を追いかける杉本のプレーが実際視野に入れば精神的な重圧があるため、島田と共に尾崎を援護する。
試合には敗れたものの、その飛距離は新人であった尾崎に強烈な印象を植え付けた。後に尾崎はインタビューに答え、「いやぁ、俺なんかより（体の比からいえば）増っさんのほうが飛ばし屋だよ」と言ったため、増田には『ミニジャンボ』『小さな飛ばし屋』『小さな巨人』といった異名がついた。
中四国オープンでは1971年の第1回で2位に入り、1973年の第3回では十亀賢二・金海繁・細石憲二・岡部洋三・上野忠美を抑えて初優勝。1974年も優勝して2連覇を果たし、3連覇を賭けた1975年は上野・十亀・岡部に次ぐと同時に冨田三十士と並んでの6位タイに終わった。
1972年にはダンロップフェニックストーナメントの前身に当たる第1回「フェニックストーナメント」で初日を沼澤聖一・松田司郎と並んでの7位タイでスタートし、2日目には佐々木勝・草柳良夫・能田征二と並んでの6位タイに着けた。
1974年の東北クラシックでは3日目に石井裕士・島田・金井清一・内田繁・関水利晃、ベン・アルダ（フィリピン）と並んでの5位タイに着けた。
1976年には阿蘇ナショナルパークオープンで新井規矩雄と並んでの5位タイ、ゴルフダイジェストトーナメントでは杉原輝雄・小林富士夫・金海・宮本康弘と並んでの8位タイに入った。
1977年の広島オープンでは初日・2日目と共に69をマークして金本章生、ロン・ヒンクル（アメリカ）と並んでの9位タイに着けた。
1977年のKBCオーガスタでは初日を横島由一・栗原孝・尾崎将・青木功・宮本康弘と並んでの9位タイでスタートし、好位置に着けた。
1978年の広島オープンでは初日に4アンダー68をマークして金井・菊地勝司と並んでの3位タイでスタートし、ジーン・サラゼン ジュンクラシックでは2日目に尾崎健夫・金海・関水と並んでの6位タイに着けた。
1980年の岐阜関カントリー倶楽部開場15周年記念「岐阜関チェリーカップトーナメント」では初日を野口茂・重信秀人・小栗正光と並んでの5位タイでスタートし、最終日には金本章生と並んでの3位タイ に入った。
1983年には日本プロで山本善隆・磯崎功と並んでの9位タイに入り、マンシングクラシックでは初日に68をマークして首位タイの陳志明（中華民国）・稲垣太成から3打差3位に着けた。
1984年の三菱ギャランでは初日を安田春雄・前田新作・伊能一郎・小林恵一と共に4アンダー68の5位タイでスタートし、2日目には伊能と共に海老原清治・牧野裕と並んでの9位タイに着けた。
1989年の中四国オープンを最後にレギュラーツアーから引退。
KSB瀬戸内海オープン競技委員長も務めたが、1983年には安田が前日21位から首位タイに浮上して十亀とのプレーオフになったが、最終組がホールアウトする前にコースを出る事件が発生。プレーオフの権利を放棄することは罰則の対象ではなかったが、結局優勝は十亀、2位に安田と決まり、プロゴルフ界では以来、優勝争いをする者は最終組がホールアウトするまでコースの外に出ない、という取り決めが常識となった。
後に日本プロゴルフ協会副会長に就任し、1999年には日本プロスポーツ大賞功労賞を受賞。
高松カントリー倶楽部ヘッドプロ時代には鈴木規夫を育て 、後には息子の能成と都彦、娘の能子もプロゴルファーにしている。　　
鈴木がプロテストに出かける時には、当時使っていたドライバーのシャフトを1インチ短く切り、「これで戦ってこい」と手渡して送り出した。鈴木は42インチの短いドライバーで受け、ボールは曲がらないため、力いっぱいフェアウエーに落とした。
現在は中四国プロゴルフ会名誉顧問のほか、プロゴルファーになる前から興味を持っていた芸術の道に進み、1本の丸線材で細工するワイヤーアーティストとしても活躍。作品はゴルフをモチーフにしたものから、最近は他のスポーツや踊り、楽器を使う人達など幅を広げている。
ワイヤーアートはレッスンにも使用したほか、コレクションやピンバッジとしても人気が高まり、現役時代から親しい交友がある松井功会長も太鼓判を押した。
ワイヤーアートのほかに絵や彫刻、粘土細工、盆栽なども趣味であり、コースの改造などを頼まれた時は、粘土でホールの模型を立体的に作って提案し、役員にも喜ばれた。

## 主な優勝
- 1973年 - 中四国オープン
- 1974年 - 中四国オープン